# Sange for trestemmigt damekor med klaver
(Fire) Sange for trestemmigt damekor med klaver (Noors voor (Vier) Liederen voor driestemmig dameskoor met piano) is een verzameling van vier liederen gecomponeerd door Christian Sinding. Sinding schreef een toonzetting onder een tweetal teksten van zowel Holger Drachmann (1 en 2) als Friedrich Rückert (3,4).
De drie benodigde zangstemmen zijn tweemaal sopranen tegenover één alt. In 2013 is geen opname bekend van dit werk.
De titels van de liederen zijn, waarbij lied nummer één verreweg het langst duurt:
1. Bølgernes Sang in allegretto
2. Vi læste jo alle, den Gang vi var smaa in andantino
3. Ulykkelig den, som i Døden gaar in non troppo lento
4. Her er Fløjter, Violiner in alla marcia